# Моунюа
Моунюа — найбільше місто в регіоні Сагаїн, М'янма, розташоване на 136 кілометрів (85 миль) на північний захід від Мандалая на східному березі річки Чиндвін. Моунюа — один з найбільших економічних центрів М'янми. Це місто також відоме як "місто Нейма", тому що багато вулиць міста засаджені деревами нейма (індійський бузок Azadirachta indica).

## Клімат
Моунюа та сусідні частини Сухої долини є єдиними місцями в Південно-Східній Азії, де панує семіаридний клімат (за класифікацією кліматів Кеппена). Місто не відноситься в класифікації до саванного клімату через дуже високі температури та, як наслідок, високий рівень випаровування, а також тривалий сухий сезон. Напівзасушливість пов’язана з тим, що Суха долина розташована в дощовій тіні Араканських гір. Температура дуже висока протягом усього року, хоча зимові місяці з грудня по лютий значно м’якші – близько 21°С у січні. Перші мусонні місяці з квітня по липень особливо жаркі, середні високі температури досягають 38,4 °C (101,1 °F) у квітні.
19 жовтня 2011 року в Моунюа випало 139 мм опадів. Це новий рекорд кількості опадів протягом 24 годин у жовтні в Моунюа за останні 47 років. Попередній рекорд становив 135 мм 24 жовтня 1967 року.

## Культура
Моунюа є національним осередком поетів і часто описується як центр поезії Верхньої М'янми. Місто є батьківщиною для багатьох сучасних поетів, зокрема Мін Све Хніт, К За Він, Чжі Зав Айє та Кхат Тхі.

## Транспорт

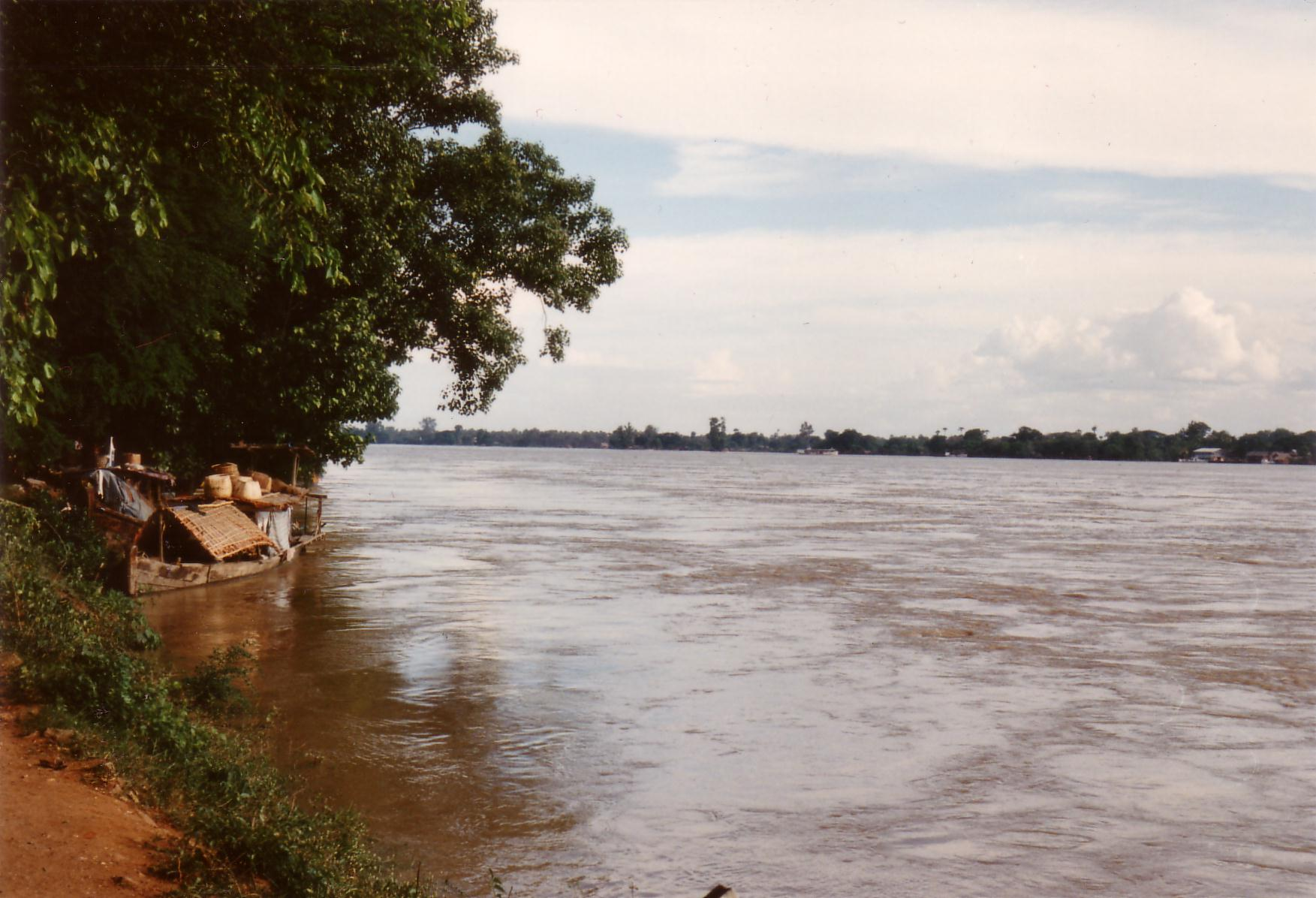
Річка Чиндвін у Моунюа

Моунюа обслуговується залізничною гілкою Мандалай- Будалін, але до неї найкраще дістатися автобусом, оскільки дорога з Мандалая в досить хорошому стані. Моунюа пов'язана автошляхом з Будаліном, Дабаїном, Є-У та Кін-У, а також залізницею з Сікайном і лінією Мандалай - М'їчина. Річковий транспорт на Чиндвіні завжди був важливим, оскільки вона є судноплавною на 640 км до Хкамті під час сезону мусонів і більшу частину року до Гомаліна. Аеропорт Моунюа також обслуговує цей район.

## Економіка

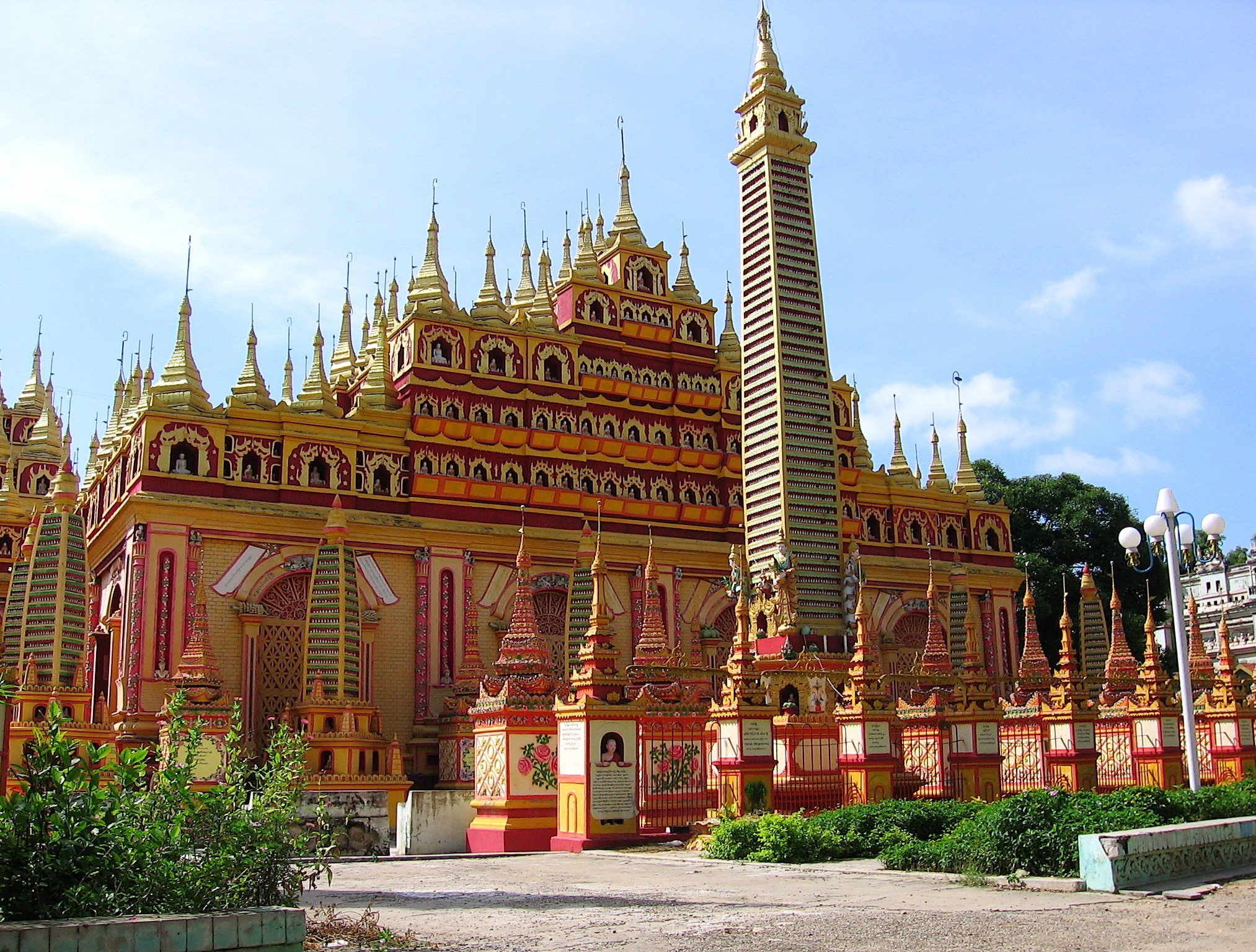
Пагода Танбоддхай

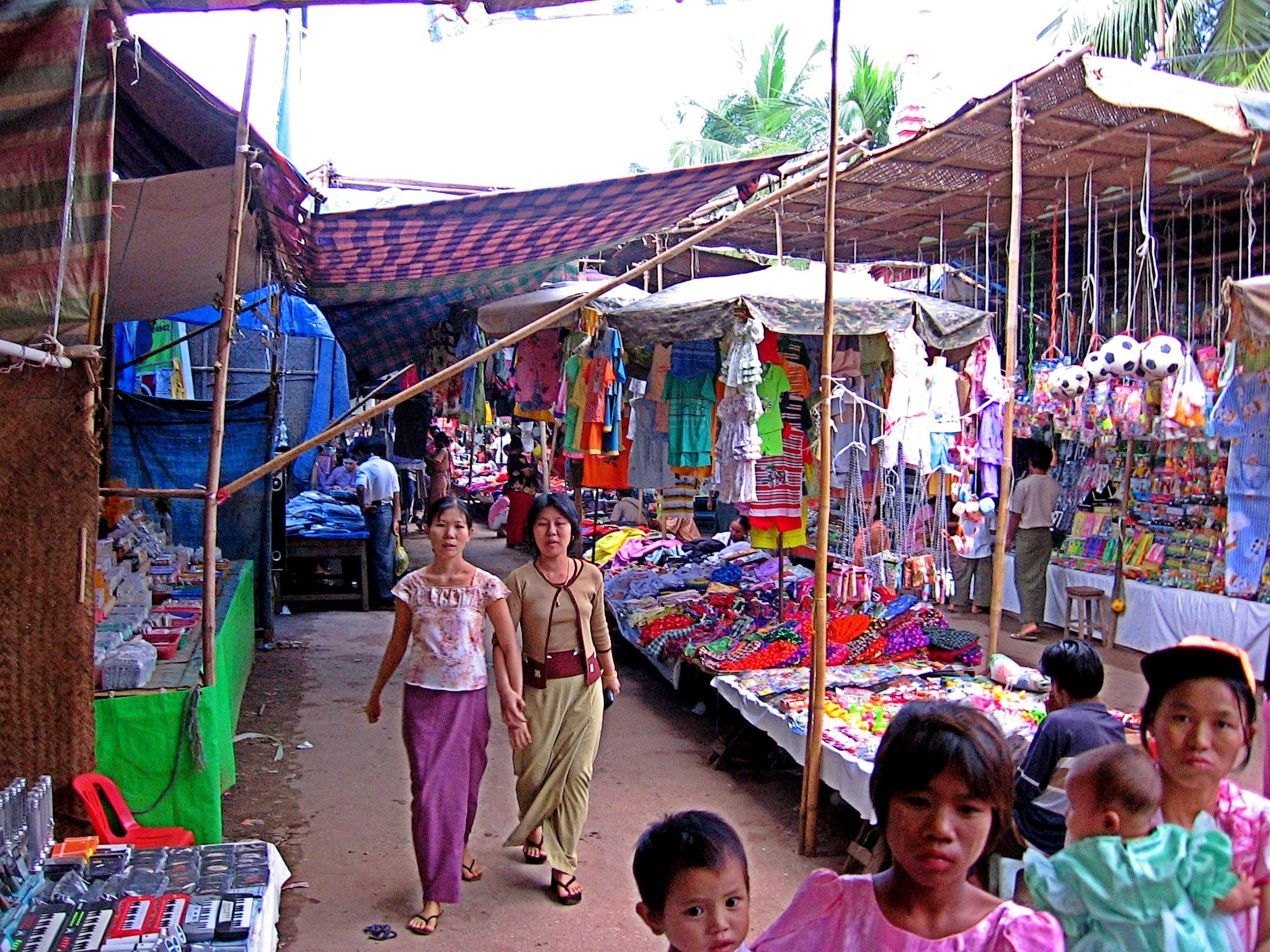
Ринок

Моунюа є головним центром торгівлі та комерції, а також сільськогосподарської продукції з навколишньої долини Чиндвін, особливо бобів, апельсинів, бобових і джаггері (пальмовий цукор). Крім того, місцева промисловість включає млини для виробництва бавовни, борошна, локшини та харчової олії. Ковбаси від Alon під назвою wet udaunk досить популярні, а Budalin longyi (саронг) відомий міцністю тканини та картатими візерунками. Грубі бавовняні ковдри Моунюа відомі по всій М’янмі (Моунюа постачає 80% ковдр у країні протягом століття), і деякі навіть можна знайти зашитими в рюкзаки, продані нічого не підозрюючим туристам у Бангкоку. Інші регіональні ремесла включають вироби з бамбука та очерету, бичачі вози та сільськогосподарські інструменти. Село Кяукка добре відоме своїм лакованим посудом для щоденного використання.
Товари чорного ринку з Індії, особливо сарі та запчастини до велосипедів, проходять через Моунюа на шляху до інших частин М’янми.

## Пам'ятки

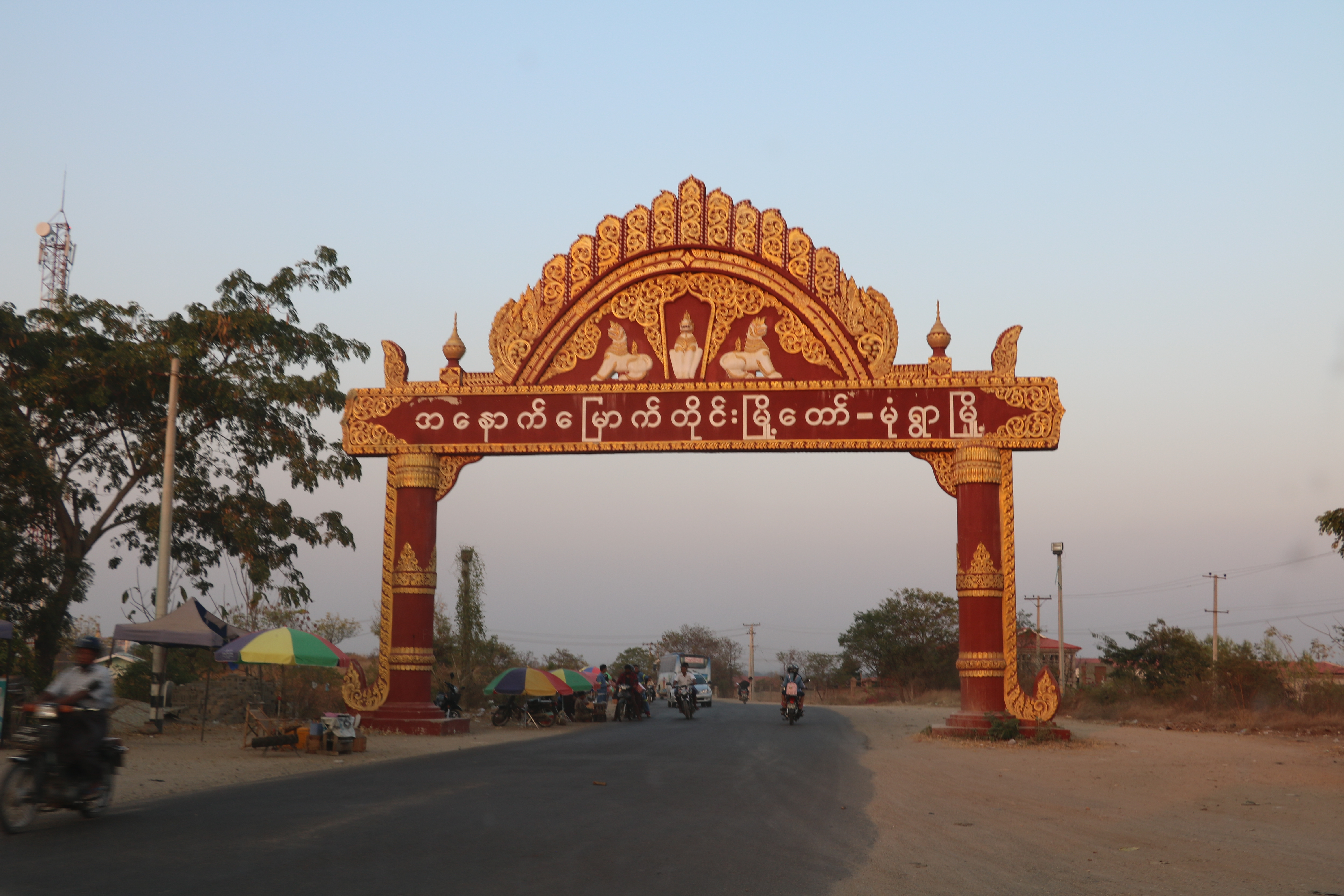
Вхід до Моунюа

Головною туристичною визначною пам'яткою Моунюа є пагода Тхамбуддхе, буддійський храм із величезною ступою, що нагадує індонезійський Боробудур. Він датується 1303 роком, хоча був реконструйований у 1939 році. Кажуть, що він містить понад 500 000 зображень Будди. Поруч знаходиться статуя Будди Маха Бодхі Тахтаунг Лайкюн Секкя, третя за висотою статуя у світі, висотою 115,82 метри (загалом 129,23 метри разом із п’єдесталом). Тут зосереджені місця зі статуями Будди, деревами бодхі та пагодами, закладені Маха Бодхі Та Хтаунг Саядо у 1960-х роках. Серед них також є 95-метрова статуя лежачого Будди.
Іншою визначною пам'яткою є печерний комплекс Пховінтон за річкою Чиндвін, приблизно за 25 км на захід від Моунюа.
Кладовище бронзової доби Няунг-ган, яке датується 1500-м р. до н.е. та 500-м р. до н.е.
Дуже мало туристів відвідують місто Моунюа, оскільки його можливості обмежені.

## Освіта

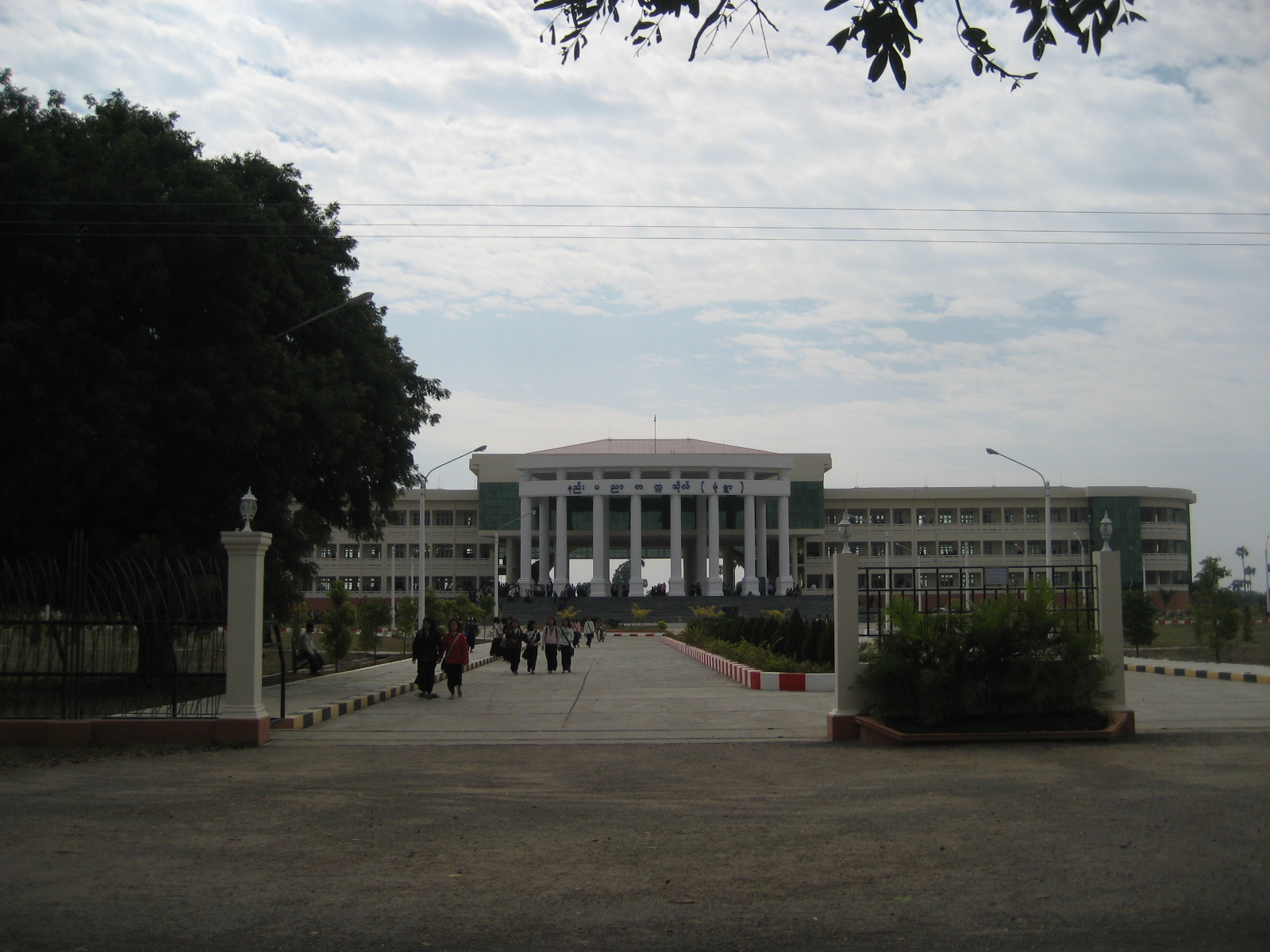
Технологічний університет (Моунюа)

У місті є кілька вищих навчальних закладів:
1. Університет Моунюа
2. Педагогічний коледж Моунюа
3. Університет економіки Моунюа
4. Технологічний університет, Моунюа[12]
5. Комп'ютерний університет, Моунюа[13]

## Охорона здоров'я
Моунюа має дві державні лікарні:
- Загальна лікарня Моунюа
- Жіноча та дитяча лікарня Моунюа

## Політика
Повстанська Комуністична партія Бірми (BCP) багато років була зосереджена в районі Моунюа (на захід від річки Чиндвін). Військова присутність М'янми в Моунюа залишається значною.

## Галерея

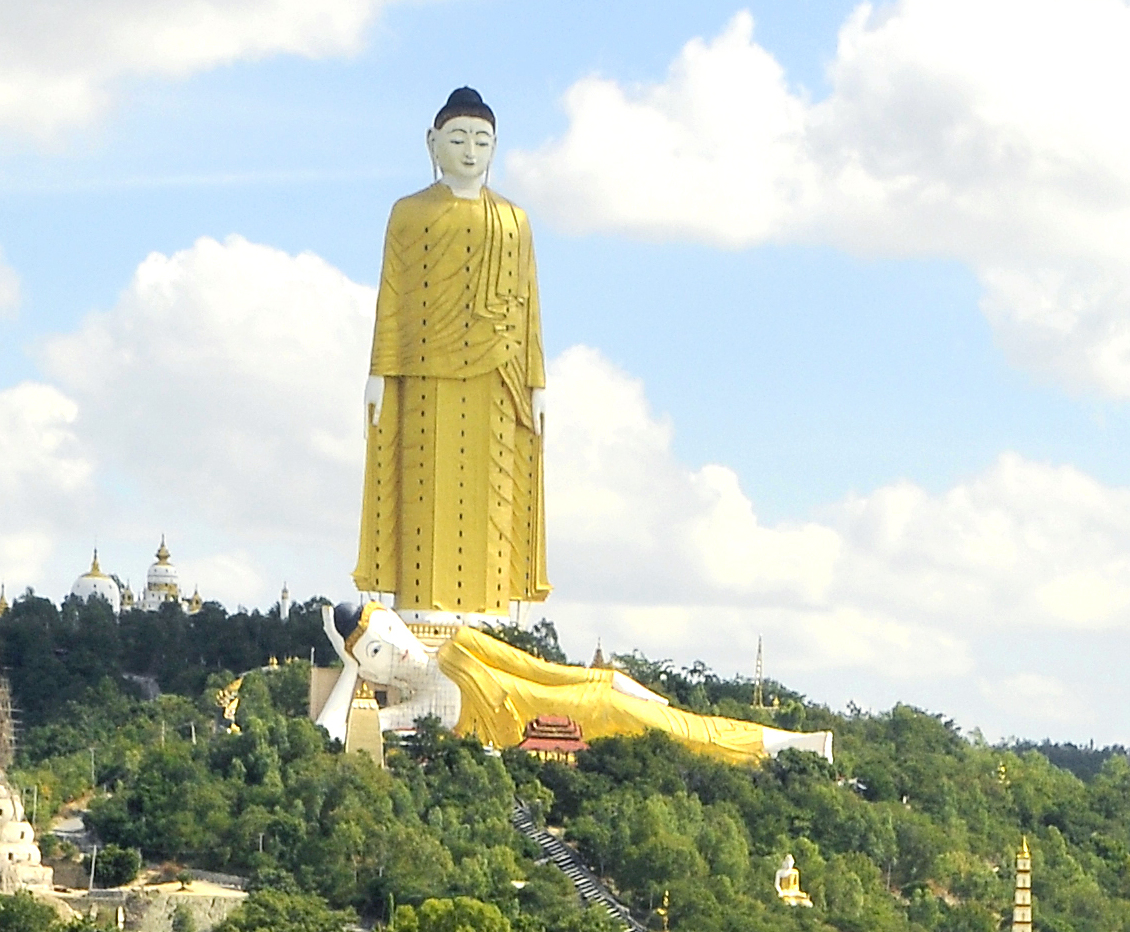
Гігантський лежачий Будда в Бодхі-Тахтаунг
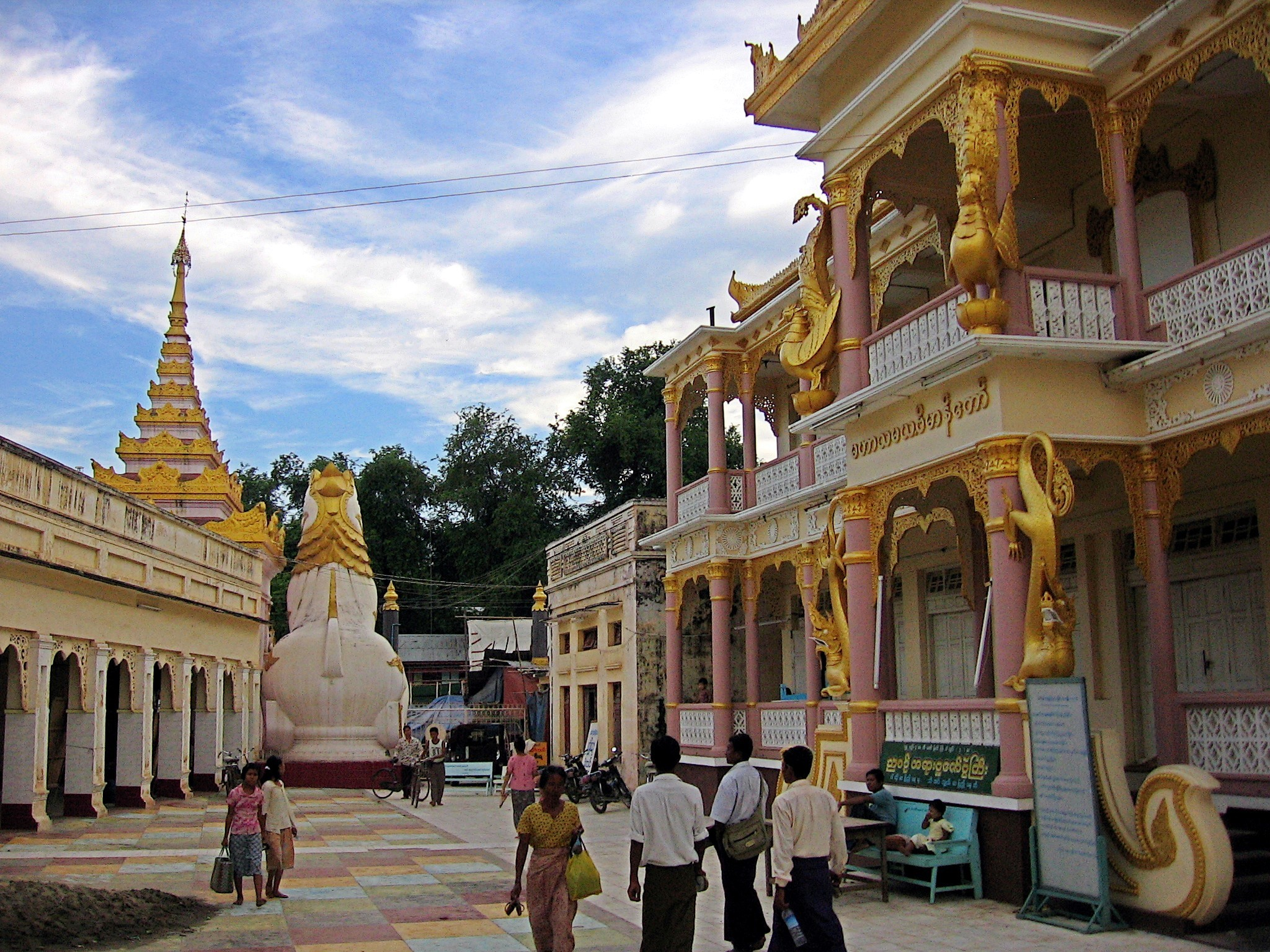
Швезігон-Пайя
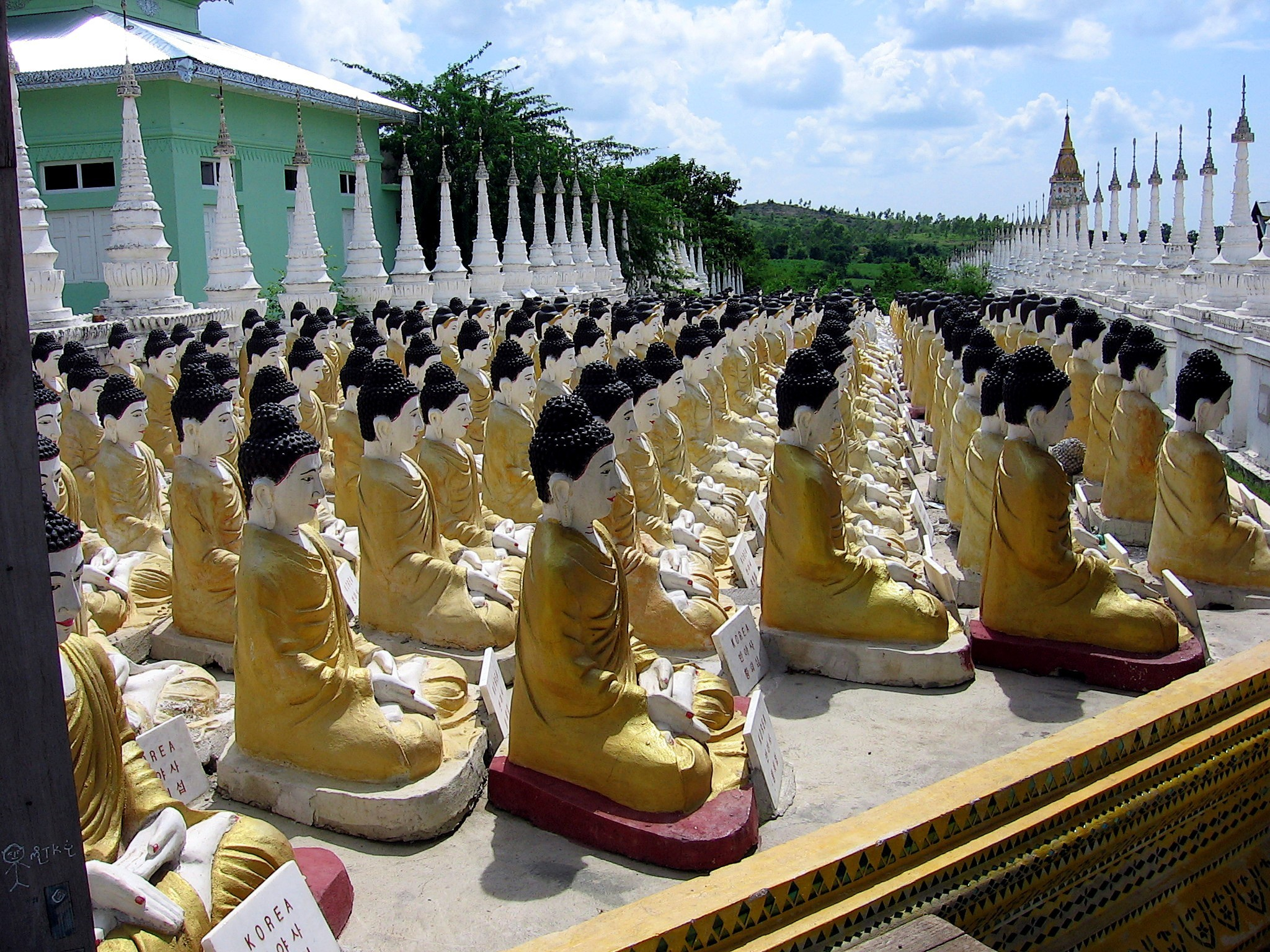
Аун Сетк'я Пайя